# Inégalité isopérimétrique anisotrope
L'inégalité isopérimétrique anisotrope est une variante de l'inégalité isopérimétrique classique.

## Histoire
Le problème isopérimétrique anisotrope apparaît pour la première fois en 1901 dans un article de George Wulff. Wulff s'intéresse à la forme de certains cristaux soumis uniquement à des tensions de surface. Ces tensions ont des forces d'intensités différentes selon la direction normale à la surface du cristal. Autrement dit, la tension de surface n'est pas homogène: c'est pour cela que l'on parle d'anisotropie. Le cristal tend à prendre la forme qui minimise son énergie de surface. En modélisant cette énergie de surface par une notion adéquat de périmètre anisotropique, le problème revient à minimiser ce périmètre anisotropique en conservant un volume constant (égal au volume du cristal). En 1951, Conyers Herring justifie l'hypothèse disant que la seule force qui influe sur la forme du cristal est sa tension de surface en restreignant l'étude à des cristaux à grains suffisamment petits.
Du point de vue mathématique, l'anisotropie est modélisée par un ensemble convexe et bornée K qui attribue un poids à chaque direction de l'espace (les détails sont donnés dans la section suivante). Dans le cas isotrope, l'ensemble K n'est rien d'autre que la sphère unité. Dans son article, Wulff émet la conjecture que l'unique forme que peut prendre un cristal soumis à une tension de surface induite par K est celle de K lui-même. La véracité de cette conjecture est prouvée pour la première fois en 1944 par Alexander Dinghas, supposant toutefois que les cristaux ne peuvent prendre comme forme que celles de polyèdres convexes. En 1978, J.E.Taylor prouve la conjecture dans le contexte des ensembles bornés de périmètre fini. Sa preuve utilise des arguments de théorie géométrique de la mesure et de théorie des courants, ainsi qu'une délicate approximation des ensembles de périmètre fini par des polyèdres. En 1991, Irene Fonseca et Stefan Muller donnent une preuve alternative qui ne fait pas intervenir de courants, qui ne fait intervenir l'approximation utilisée par J.E. Taylor, et qui permet de supprimer l'hypothèse de bornitude sur les ensembles considérés. Bernard Dacorogna et C.-E. Pfister fournissent en 1992 une preuve totalement analytique dans le cas de la dimension 2.
En 1986, dans son appendice au livre de Milman et Schechtman, Mikhaïl Gromov propose une preuve d'une version fonctionnelle de l'inégalité en utilisant la fonction de Knothe. En 2010, Alessio Figalli, Francesco Maggi et Aldo Pratelli ont repris cette preuve en remplaçant la fonction de Knothe par celle de Brenier. Ce choix leur permet d'obtenir des estimées qui leur servent ensuite pour démontrer une version quantitative de l'inégalité.

## Enoncé
Soit {\displaystyle K} un ensemble ouvert convexe borné de {\displaystyle \mathbb {R} ^{n}} contenant {\displaystyle 0}. On définit la fonction
{\displaystyle \|.\|_{*}:{\begin{cases}S^{n-1}&\rightarrow &]0,+\infty [\\\nu &\rightarrow &\sup\{x\cdot \nu :x\in K\}\end{cases}}}
qui donne un poids plus important aux directions de {\displaystyle S^{n-1}} vers lesquelles {\displaystyle K} est plus grand. Pour tout ensemble {\displaystyle E\subset \mathbb {R} ^{n}} de périmètre fini, on définit son périmètre anisotropique
{\displaystyle P_{K}(E)=\int _{{\mathcal {F}}E}\|\nu _{E}\|_{*}d{\mathcal {H}}^{n-1}}. Le problème isopérimétrique anisotropique est alors celui de trouver dans la collection des ensembles {\displaystyle E} de volume constant égal au volume de {\displaystyle K} celui (ou ceux) qui minimisent la quantité {\displaystyle P_{K}(E)}. Une formulation équivalente est la recherche de l'ensemble (ou des ensembles) {\displaystyle E} de périmètre fini et de volume fini et non nul minimisant la quantité 
{\displaystyle {\frac {P_{K}(E)}{|E|^{1/n'}}}}
où {\displaystyle n'={\frac {n}{n-1}}}.
L'unique solution de ces deux problèmes équivalents est l'ensemble {\displaystyle K}, ce qui se traduit sous la forme d'une égalité:

Pour tout ensemble {\displaystyle E} de périmètre fini et de volume fini et non nul, {\displaystyle P_{K}(E)\geq n|K|^{1/n}|E|^{1/n'}}, avec égalité si et seulement si {\displaystyle E=K}.

## Preuve
La preuve présentée ici est celle de Figalli, Maggi, et Pratelli. Elle nécessite quelques connaissances sur le transport optimal et la théorie géométrique de la mesure.
Soit {\displaystyle E} de périmètre fini tel que {\displaystyle |E|=|K|} (on peut toujours se ramener à cette hypothèse en dilatant {\displaystyle E}: la quantité que l'on cherche à minimiser est en effet invariante par dilatations). Ainsi
Soit {\displaystyle T:E\rightarrow K} la fonction de Brenier. L'une des premières propriétés de {\displaystyle T} est que {\displaystyle \det \nabla T(x)=1} presque partout sur {\displaystyle E}. On peut donc écrire
afin de pouvoir appliquer l'inégalité arithmético-géométrique. En effet, une seconde propriété de la fonction de Brenier {\displaystyle T} est qu'elle est le gradient d'une fonction convexe, donc sa dérivée distributionnelle est une mesure de Radon à valeurs dans l'ensemble des matrices {\displaystyle n\times n} symétriques et définies positives. De plus, {\displaystyle DT} se décompose en la somme d'une partie absolument continue par rapport à la mesure de Lebesgue {\displaystyle \nabla T\,\mathrm {d} x} et une partie singulière {\displaystyle DT^{s}} qui est une mesure de Radon positive (ainsi la divergence distributionnelle de {\displaystyle T} vérifie {\displaystyle \operatorname {Div} T\geq \operatorname {div} T\,\mathrm {d} x}). {\displaystyle \nabla T} étant à valeurs dans l'ensemble des matrices symétriques et définies positives, ses valeurs propres sont réelles et positives. En appliquant l'inégalité arithmético-géométrique à celles-ci, il vient que {\displaystyle (\det \nabla T)^{\frac {1}{n}}\leq {\frac {1}{n}}\operatorname {div} T}. Ainsi
Une application directe du théorème de la divergence dans le cadre des ensembles de périmètre fini donne
où {\displaystyle \operatorname {tr} _{E}(T)} désigne la trace de {\displaystyle T} sur {\displaystyle E}. Introduisant la jauge {\displaystyle \|\cdot \|} du convexe {\displaystyle K}, il est facile de montrer que l'inégalité de Cauchy-Schwarz {\displaystyle \langle x,\nu \rangle \leq \|x\|\|\nu \|_{*}} est vraie pour tout {\displaystyle x\in \mathbb {R} ^{n}} et {\displaystyle \nu \in S^{n-1}}. D'où
Enfin le fait que {\displaystyle T} soit à valeurs dans {\displaystyle K} et que {\displaystyle K=\{\|\cdot \|\leq 1\}} implique que {\displaystyle \|\operatorname {tr} _{E}(T)\|\leq 1} sur {\displaystyle {\mathcal {F}}E}. D'où le résultat.